# ホルケーラ
ホルケーラ（Jorquera）は、スペイン・カスティーリャ＝ラ・マンチャ州アルバセーテ県のムニシピオ（基礎自治体）。ラ・マンチュエーラ郡に属する。県都アルバセーテから47kmの距離にある。スペイン国立統計局によれば、2010年の人口は457人。自治体はアルコサレッホス、カルサーダ・デ・バルガーラ、クーバス、マルドナードの地区に分けられる。

## 地理
ホルケーラはアルバセーテ県の北東部、フカル川によって浸食された絶壁上の小高い丘に位置する。フカル川は自治体内を西から東へと蛇行しながら、深さ200mの渓谷を形成して流れている。街の対岸はカニャーダ・デ・アベンヒブレ地区で、現在は「プエンテ・ヌエボ」（新橋の意）で、結ばれており、見ごたえのある景色となっているが、この地形は天然の要害としてレコンキスタ期には機能し、12世紀のアルモアーダ朝の城砦跡が残されている。居住地区の絶壁の小高い丘を取り囲むように城壁がめぐらされ、他には、再建され現在博物館として使用されているドーニャ・ブランカの塔や、La Puerta de la Villa（街の門）とLa Puerta Nueva（新門）と呼ばれる街への2つの天然の門となっている場所に建てられた防御のための塔などがあった。
ホルケーラは、アベンヒブレ、ラ・レクエッハ、アルカラ・デル・フーカル、アラトス、ボルマーテ、ポソ＝ロレンテ、カサス・デ・フアン・ヌーニェス、バルデガンガ、フエンテアルビージャ、ゴロサルボ、カサス＝イバーニェスの自治体と隣接する。

### 気候
気候は内陸性で、冬の寒さは厳しく、凍結することも珍しくなく、零下15度に達することもある。また、夏の暑さも厳しく、乾燥しており、30度以上になる。

### 人口
| ホルケーラの人口推移 1900－2010                         |
|                                                         |
| 出典:INE（スペイン国立統計局）1900年 - 1991年、1996年 - |

## 経済
ホルケーラの経済活動は農業が主体、とくに乾燥農業で、トウモロコシ、大麦などの穀物栽培、そしてブドウ、オリーブ、アーモンドなどが栽培される。

## 政治
自治体首長はカスティーリャ＝ラ・マンチャ国民党（Partido Popular de Castilla-La Mancha、PPCLM）のヘスス・マリーア・ヒメネス・サンチェス（Jesús María Jiménez Sánchez）で、自治体評議員は、カスティーリャ＝ラ・マンチャ国民党：6、カスティーリャ＝ラ・マンチャ社会党（Partido Socialista de Castilla-La Mancha、PSCM-PSOE）：1となっている（2011年5月22日の自治体選挙結果、得票順）
| 1999年6月13日自治体選挙 |        |        |          |
| 政党                    | 得票数 | 得票率 | 獲得議席 |
| PP                      | 302    | 63.31% | 5        |
| PSOE                    | 172    | 36.06% | 2        |

| 2003年5月25日自治体選挙 |        |        |          |
| 政党                    | 得票数 | 得票率 | 獲得議席 |
| PP                      | 265    | 62.06% | 5        |
| PSOE                    | 152    | 35.60% | 2        |
| IU                      | 5      | 1.17%  | 0        |

| 2007年5月27日自治体選挙 |        |        |          |
| 政党                    | 得票数 | 得票率 | 獲得議席 |
| PP                      | 258    | 68.44% | 5        |
| PSOE                    | 115    | 30.50% | 2        |

| 2011年5月22日自治体選挙 |        |        |          |
| 政党                    | 得票数 | 得票率 | 獲得議席 |
| PP                      | 257    | 76.04% | 6        |
| PSOE                    | 79     | 23.37% | 1        |

### 司法行政
ホルケーラはカサス＝イバーニェス司法管轄区に属す。